# Lot żaglowy

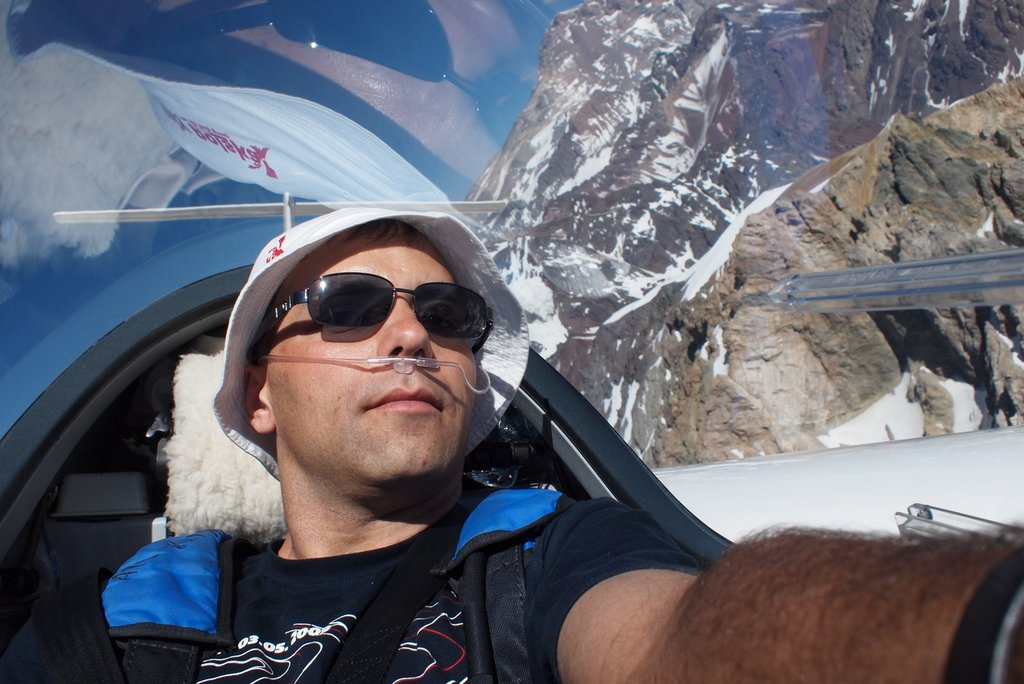
Widoczny na zdjęciu Sebastian Kawa wspiął się w tym locie żaglowym nad szczyt Aconcagua – najwyższej góry poza Himalajami. Szybowiec Diana 2, przygotowania do zawodów Grand Prix 2010 w Chile, wysokość ok. 7000 m n.p.m.

Strefa noszeń żaglowych (jasnozielony kolor) na nawietrznej przeszkody terenowej

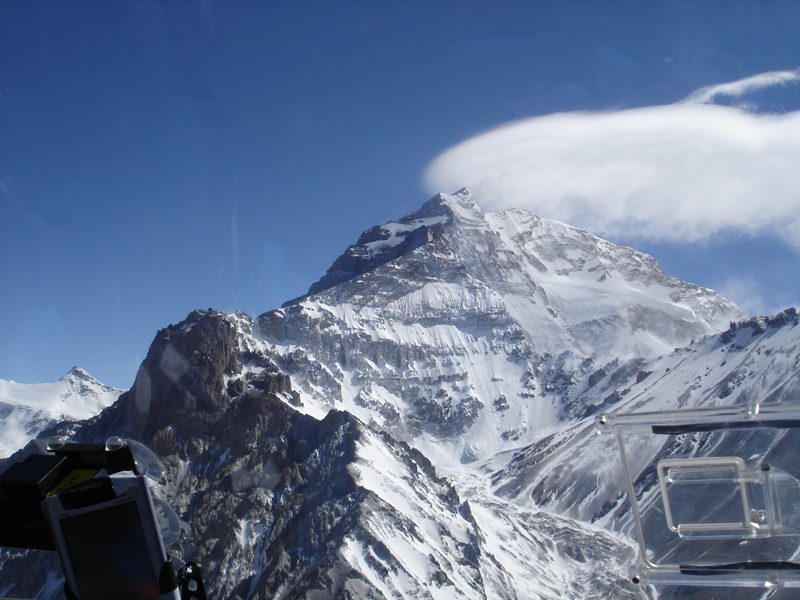
Szybowiec w locie żaglowym po nawietrznej stronie Aconcagua. Widoczna niewielka odległość od zbocza, konieczna w locie żaglowym

Lot żaglowy – lot z wykorzystaniem prądów wznoszących wynikających z odchylenia do góry wiatru wiejącego poprzecznie do przeszkody terenowej w postaci zbocza góry, pasma górskiego, czy klifu nadmorskiego. Odchylenie to powstaje po stronie nawietrznej – w przeciwieństwie do fali powstającej po stronie zawietrznej.
Lot żaglowy wykonywany jest najczęściej przez bezsilnikowe aerodyny, jak szybowiec, lotnia czy paralotnia.
Gdy prędkość wznoszenia się powietrza zrównoważy, lub przekroczy wartość opadania szybowca, lotni, lub paralotni – powstają warunki do lotu żaglowego wzdłuż nawietrznej strony przeszkody, lub wznoszenia się nad nią do wysokości maksimum kilkuset metrów (ponad przeszkodę). Może to być bezwzględnie wysoko, jeśli wysoka jest przeszkoda. Lot żaglowy jest związany z dynamicznym opływaniem przeszkody przez wiatr, ale ten może być wzmacniany oddziaływaniem kominów termicznych, lub strumieniami termiki skalnej, dlatego poprawniejsze jest określenie – lot w prądach zboczowych.
Loty takie wymagają szczególnej uwagi pilota ze względu na burzliwość prądów zboczowych i bliskość przeszkód terenowych.
Z wykorzystaniem prądów zboczowych wiązały się początki szybownictwa, bo nie znano jeszcze możliwości lotu termicznego, ani lotu falowego. Do startu używano wówczas lin gumowych, lub spychano szybowce w dół zbocza, toteż szybownictwo rozwijało się w górach, m.in. ośrodki: Wasserkuppe, Grunau, Saint-Auban, Bezmiechowa, Ustianowa, Chełm, Górska Szkoła Szybowcowa „Żar”.